# Écuillé
Écuillé település Franciaországban, Maine-et-Loire megyében. Lakosainak száma 661 fő (2022. január 1.). Écuillé Cheffes, Feneu, Sceaux-d’Anjou, Soulaire-et-Bourg és Les Hauts-d’Anjou községekkel határos.

## Népesség
A település népességének változása:
| Lakosok száma | 281  | 327  | 380  | 557  | 618  | 623  | 639  | 667  | 673  | 661  |
|               | 1968 | 1982 | 1990 | 2006 | 2013 | 2015 | 2017 | 2019 | 2020 | 2022 |